# Shiba Yoshimune
Shiba Yoshimune est un nom japonais traditionnel ; le nom de famille (ou le nom d'école), Shiba, précède donc le prénom (ou le nom d'artiste).
Shiba Yoshimune (斯波 義統, 1513-10 août 1554), le dernier chef du clan Shiba, est contemporain de la seconde moitié de l'époque Sengoku du Japon féodal. Nominalement, Yoshimune est kanrei (gouverneur) de la province d'Owari et réside au château de Kiyosu. En réalité, c'est le chef du clan Iwakura Oda d'Owari et vice-gouverneur de Yoshimune, Oda Nobutomo, qui dirige vraiment. À la suite de la mort d'Oda Nobuhide en 1551 et de la nomination d'Oda Nobunaga comme héritier de la position de son défunt père, Nobutomo, qui est de la famille opposée, prévoit d'assassiner l'héritier. Yoshimune a connaissance de ces projets et en informe Nobunaga avec qui il a une relation secrète. Nobutomo apprend cette activité cachée de Yoshimune et le fait tuer en retour. Mais Nobunaga apprend ce plan et attaque le château de Kiyosu et tue Nobutomo,,.

## Source de la traduction
- (en) Cet article est partiellement ou en totalité issu de l’article de Wikipédia en anglais intitulé « Shiba Yoshimune » (voir la liste des auteurs).